# NGC 3112
NGC 3112 (również PGC 29189) – galaktyka spiralna (Sbc), znajdująca się w gwiazdozbiorze Hydry. Odkrył ją w roku 1886 Ormond Stone.